# Echo (prêmio)

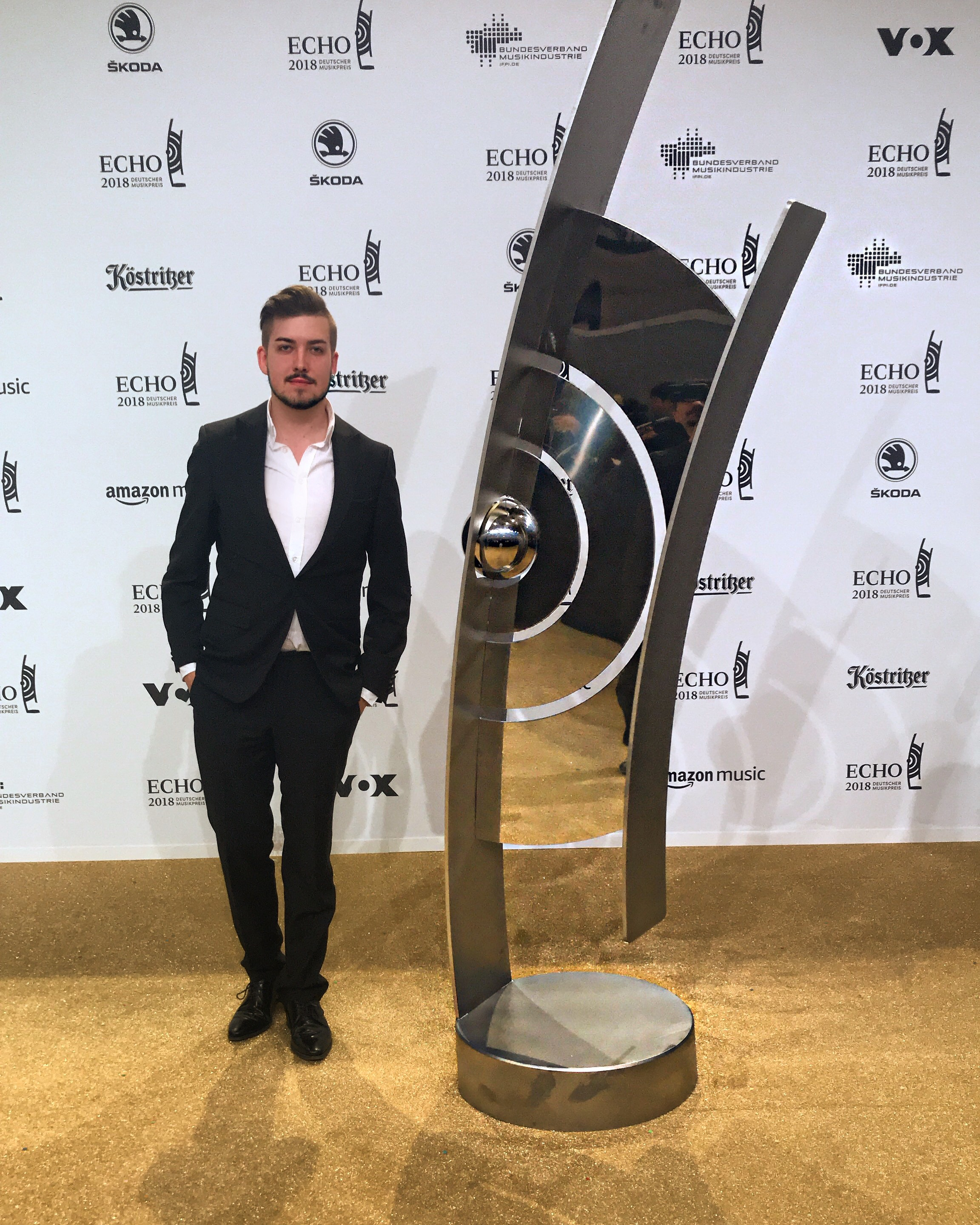
Pat Wind no ECHO 2018. Fotografado por Manuel Ziekow

Echo é um prêmio alemão entregue todo ano pela Academia Alemã de Áudio (uma associação de gravadoras). O vencedor de cada ano é determinado pelas vendas do ano anterior. O Echo é o sucessor do Deutscher Schallplattenpreis (Prêmio de Gravações Alemão).
Os vencedores da categoria pop são anunciados em março, e os da categoria música clássica em outubro

## Echo (por categorias)

### Melhor Artista Nacional Masculino
- 2012 - Udo Lindenberg
- 2011 - David Garrett
- 2010 - Xavier Naidoo
- 2009 - Udo Lindenberg
- 2008 - Herbert Grönemeyer
- 2007 - Roger Cicero
- 2006 - Xavier Naidoo
- 2005 - Gentleman
- 2004 - Dick Brave
- 2003 - Herbert Grönemeyer
- 2002 - Peter Maffay
- 2001 - Ayman
- 2000 - Xavier Naidoo
- 1999 - Marius Müller-Westernhagen
- 1998 - Nana
- 1997 - Peter Maffay
- 1996 - Mark'Oh
- 1995 - Marius Müller-Westernhagen
- 1994 - Herbert Grönemeyer
- 1993 - Marius Müller-Westernhagen
- 1992 - Herbert Grönemeyer

### Melhor Artista Nacional Feminino
- 2012 - Ina Müller
- 2011 - Lena
- 2010 - Cassandra Steen
- 2009 - Stefanie Heinzmann
- 2008 - LaFee
- 2007 - LaFee
- 2006 - Christina Stürmer
- 2005 - Annett Louisan
- 2004 - Yvonne Catterfeld
- 2003 - Nena
- 2002 - Sarah Connor
- 2001 - Jeanette
- 2000 - Sabrina Setlur
- 1999 - Blümchen
- 1998 - Sabrina Setlur
- 1997 - Blümchen
- 1996 - Schwester S.
- 1995 - Marusha
- 1994 - DoRo
- 1993 - Sandra
- 1992 - Pe Werner

### Melhor Artista Internacional Masculino
- 2012 - Bruno Mars
- 2011 - Phil Collins
- 2010 - Robbie Williams
- 2009 - Paul Potts
- 2008 - James Blunt
- 2007 - Robbie Williams
- 2006 - Robbie Williams
- 2005 - Robbie Williams
- 2004 - Robbie Williams
- 2003 - Robbie Williams
- 2002 - Robbie Williams
- 2001 - Santana
- 2000 - Ricky Martin
- 1999 - Eros Ramazzotti
- 1998 - Jon Bon Jovi
- 1997 - Eros Ramazzotti
- 1996 - Vangelis
- 1995 - Bryan Adams
- 1994 - Meat Loaf
- 1993 - Michael Jackson
- 1992 - Phil Collins

### Melhor Artista Internacional Feminino
- 2012 - Adele
- 2011 - Amy Macdonald
- 2010 - Lady Gaga
- 2009 - Amy Winehouse
- 2008 - Nelly Furtado
- 2007 - Christina Aguilera
- 2006 - Madonna
- 2005 - Anastacia
- 2004 - Shania Twain
- 2003 - Shakira
- 2002 - Dido
- 2001 - Britney Spears
- 2000 - Cher
- 1999 - Céline Dion
- 1998 - Toni Braxton
- 1997 - Alanis Morissette
- 1996 - Madonna
- 1995 - Mariah Carey
- 1994 - Bonnie Tyler
- 1993 - Annie Lennox
- 1992 - Cher

### Melhor Grupo Nacional
- 2012 - Rosenstolz
- 2011 - Ich + Ich
- 2010 - Silbermond
- 2009 - Ich + Ich
- 2008 - Die Fantastischen Vier
- 2007 - Rosenstolz
- 2006 - Wir sind Helden
- 2005 - Söhne Mannheims
- 2004 - Pur
- 2003 - Die Toten Hosen
- 2002 - No Angels
- 2001 - Pur
- 2000 - Die Fantastischen Vier
- 1999 - Modern Talking
- 1998 - Tic Tac Toe
- 1997 - Die Toten Hosen
- 1996 - Pur
- 1995 - Pur
- 1994 - Die Toten Hosen
- 1993 - Die Prinzen
- 1992 - Scorpions

### Melhor Grupo Internacional
- 2012 - Coldplay
- 2011 - Take That
- 2010 - Depeche Mode
- 2009 - Coldplay
- 2008 - Nightwish
- 2007 - Red Hot Chili Peppers
- 2006 - Coldplay
- 2005 - Green Day
- 2004 - Evanescence
- 2003 - Red Hot Chili Peppers
- 2002 - Destiny's Child
- 2001 - Bon Jovi
- 2000 - Buena Vista Social Club & Ry Cooder
- 1999 - Lighthouse Family
- 1998 - Backstreet Boys
- 1997 - The Fugees
- 1996 - The Kelly Family
- 1995 - Pink Floyd
- 1994 - Ace of Base
- 1993 - Genesis
- 1992 - Queen

### Single do Ano
- 2012 - Gotye feat. Kimbra: "Somebody That I Used to Know"
- 2011 - Israel Kamakawiwoʻole: "Over the Rainbow"
- 2010 - Lady Gaga: "Poker Face"
- 2009 - Kid Rock: All Summer Long
- 2008 - DJ Ötzi feat. - Nik P.: Ein Stern (...der deinen Namen trägt)
- 2007 - Silbermond: Das Beste
- 2006 - Madonna: Hung Up
- 2005 - O-Zone: Dragostea Din Tei

#### Single Nacional do Ano
- 2004 - Deutschland sucht den Superstar: We Have a Dream
- 2003 - Herbert Grönemeyer: Mensch
- 2002 - No Angels: Daylight in Your Eyes
- 2001 - Anton feat. DJ Ötzi: Anton aus Tirol
- 2000 - Lou Bega: Mambo No. 5
- 1999 - Oli.P: Flugzeuge im Bauch
- 1998 - Tic Tac Toe: Warum
- 1997 - Sarah Brightman & Andrea Bocelli: Time to Say Good bye
- 1996 - Scatman John: Scatman
- 1995 - Lucilectric: Mädchen
- 1994 - Haddaway: What Is Love
- 1993 - Snap!: Rhythm Is a Dancer

#### Single Internacional do Ano
- 2004 - RZA feat. - Xavier Naidoo: Ich kenne nichts
- 2003 - Las Ketchup: The Ketchup Song (Asereje),
- 2002 - Enya: Only Time
- 2001 - Rednex: The Spirit Of The Hawk

### Álbum do Ano
- 2012 - Adele: 21
- 2011 - Unheilig: Grosse Freiheit
- 2010 - Peter Fox: Stadtaffe
- 2009 - Amy Winehouse: Back to Black
- 2008 - Herbert Grönemeyer: 12

### Revelação Nacional
- 2012 - Tim Bendzko
- 2011 - Lena
- 2010 - The Baseballs
- 2009 - Thomas Godoj
- 2008 - Mark Medlock
- 2007 - LaFee
- 2006 - Tokio Hotel
- 2005 - Silbermond
- 2004 - Wir sind Helden
- 2003 - Wonderwall
- 2002 - Seeed
- 2001 - Ayman
- 2000 - Sasha
- 1999 - Xavier Naidoo
- 1998 - Nana
- 1997 - Fool's Garden
- 1996 - Fettes Brot
- 1994 - Six Was Nine
- 1993 - Illegal 2001
- 1992 - Die Fantastischen Vier
- 1991 - Pe Werner

### Revelação Internacional
- 2012 - Caro Emerald
- 2011 - Hurts
- 2010 - Lady Gaga
- 2009 - Amy Macdonald
- 2008 - Mika
- 2007 - Billy Talent
- 2006 - James Blunt
- 2005 - Katie Melua
- 2004 - The Rasmus
- 2003 - Avril Lavigne
- 2002 - Alicia Keys
- 2001 - Anastacia
- 2000 - Christina Aguilera
- 1999 - Eagle-Eye Cherry
- 1998 - Hanson
- 1997 - Spice Girls
- 1996 - Alanis Morissette

### Prêmio Honorário
- 2012 - Wolfgang Niedecken
- 2011 - Annette Humpe
- 2010 - Peter Maffay
- 2009 - Scorpions
- 2008 - Rolf Zuckowski
- 2007 - Ralph Siegel
- 2006 - Peter Kraus
- 2005 - Michael Kunze
- 2004 - Howard Carpendale
- 2003 - Can
- 2002 - Caterina Valente
- 2001 - Fritz Rau
- 2000 - Hildegard Knef
- 1999 - Falco
- 1998 - Comedian Harmonists
- 1997 - Frank Farian
- 1996 - Klaus Doldinger
- 1994 - James Last
- 1993 - Udo Jürgens
- 1992 - Reinhard Mey
- 1991 - Udo Lindenberg